# Saint François en méditation sur le crucifix
Saint François en méditation sur le crucifix  est un tableau de Caravage peint au début du XVIIe siècle et conservé au Museo Civico Ala Ponzone de Crémone, en Italie. L'identité de son commanditaire n'est pas certaine, pas plus que sa date exacte de création (sans doute entre 1603 et 1607).
Le tableau représente François d'Assise agenouillé devant un livre et un crucifix qu'il contemple, les mains croisées, avec une grande intensité. De nombreux critiques y voient une forme d'autoportrait physique et spirituel de Caravage.

## Historique
Le tableau est identifié par Roberto Longhi en 1943, d'abord comme une copie d'un original perdu. Mais en 1951, à la suite de l'opinion émise par Denis Mahon (qui en situe la réalisation vers 1607), il est majoritairement considéré comme autographe.
En revanche, il subsiste de nombreux débats quant à sa date exacte de création (des hypothèses vont de 1603 à 1607), ainsi que sur l'identité du commanditaire. Peut-être s'agit-il de Mgr Benedetto Ala, protonotaire apostolique et gouverneur de Rome. Il est établi, en revanche, que le tableau est offert au musée de Crémone au XIXe siècle par le marquis Filippo Ala Ponzone.
La restauration du tableau en 1986 a confirmé son attribution à Caravage, tant son style y est identifiable malgré son état de conservation quelque peu dégradé.

## Description
Le tableau représente François d'Assise, religieux catholique influent ayant vécu au XIIe siècle et canonisé dès 1228. Caravage le représente en méditation : il a le menton appuyé sur ses mains entrelacées, il est agenouillé et contemple un crucifix qui est posé sur un livre épais (sans doute une Bible) et permet ainsi d'en maintenir les pages ouvertes. Un crâne en memento mori ou en « nature morte de dévotion », supporte la couverture et quelques pages de droite ;  le saint est faiblement auréolé. Son front plissé de rides témoigne d'une introspection intense.
Des spécialistes de l'art de Caravage comme Longhi et Gregori estiment que ce Saint François constitue un autoportrait sur le plan spirituel autant que physionomique, qui exprime son désir d'expiation. C'est une réalité psychologique qui est surtout présentée, davantage que sa simple représentation physique ou narrative. Mina Gregori précise toutefois qu'elle y perçoit une « identification » de l'auteur au saint pénitent, plutôt qu'un véritable autoportrait.
La lumière propre à ce tableau inaugure l’œuvre tardive de Caravage : Salvy parle de l'avènement d'une nouvelle « aventure esthétique, nimbée d'un blanc nocturne qui témoigne de ce que la lumière vient d'ailleurs ».